# Negastrn
Negastrn este o localitate din comuna Moravče, Slovenia, cu o populație de 90 de locuitori.